# 滨海卡斯特利纳
滨海卡斯特利纳（義大利語：Castellina Marittima）是意大利比萨省的一个市镇。总面积45.71平方公里，人口2046人，人口密度44.8人/平方公里（2009年）。ISTAT代码为050010。